# ZeptoLab
ZeptoLab (estilizado como zeptolab ) es una multinacional española (antes rusa) desarrolladora de videojuegos conocida por desarrollar la serie Cut the Rope, que se ha descargado más de 2 mil millones de veces desde su lanzamiento  y se puede jugar en las principales plataformas. incluidos Android, iOS, Windows Phone, navegadores de Internet HTML5, macOS, Nintendo DSi y Nintendo 3DS . 
ZeptoLab también ha anunciado asociaciones de licencia y comercialización para Cut the Rope y su popular personaje, Om Nom. 

## Historia
ZeptoLab fue fundado en 2008 por los gemelos autodidactas Efim y Semyon Voinov, que crean juegos desde que tenían diez años.  " Zepto ", un prefijo matemático que significa 10 −21, estaba "destinado a indicar cuán verdaderamente boutique era su operación". 
ZeptoLab no ha recibido financiación externa para producir sus juegos.  También posee una filial de estudio de juegos en el Reino Unido y comenzó una división editorial en 2017.  La sede de la empresa se trasladó de Moscú a Barcelona en 2015. 
En 2019, la compañía cambió su logotipo, en el cual apareció la letra Z. Tras el inicio de la invasión de Rusia a Ucrania, en marzo de 2022, el logotipo fue modificado y se volvió a incluir un matraz de laboratorio, ya que el símbolo Z es utilizado por Rusia para apoyar la guerra contra Ucrania.
En enero de 2025, Nazara Technologies compró a Zeptolab los juegos King of Thieves y CATS: Crash Arena Turbo Stars por 7,7 millones de dólares.

## Lista de juegos lanzados
- Cortar la cuerda (1 de octubre de 2010)
- Cut the Rope: Regalo navideño (1 de diciembre de 2010)
- Cut the Rope: Experiments (23 de agosto de 2011)
- Pudding Monsters (19 de diciembre de 2012 en iOS / 21 de diciembre de 2012 en Android / 25 de febrero de 2022 en Nintendo Switch )
- Cortar la cuerda: viaje en el tiempo (18 de abril de 2013)
- Cut the Rope 2 (19 de diciembre de 2013 en iOS / 28 de marzo de 2014 en Android )
- King of Thieves (12 de febrero de 2015 en App Store (iOS/iPadOS) / 26 de febrero de 2015 en Amazon Appstore / 5 de marzo de 2015 en Google Play ).
- My Om Nom (18 de diciembre de 2014 en iOS / Android (17 de agosto de 2015) (en colaboración con Dynamic Pixels).
- Cut The Rope: Magic (17 de diciembre de 2015)
- Om Nom Bubbles (18 de diciembre de 2015 / 30 de agosto de 2021 en dispositivos Android )
- GATOS – Crash Arena Turbo Stars (20 de abril de 2017)
- Om Nom Maya Papaya (22 de enero de 2018)
- ¿Dónde está Om Nom (11 de marzo de 2019)
- Om Nom: Merge (28 de noviembre de 2019) [13] (en colaboración con Amuzo Games)
- Om Nom: Run (20 de febrero de 2020) (en colaboración con Koukoi Games Oy)
- Bullet Echo (27 de mayo de 2020)
- ¡Robótica! (5 de agosto de 2020)
- Evo Pop (11 de noviembre de 2020)
- Cut The Rope Remastered (2 de abril de 2021 en Apple Arcade ) (Desarrollado y publicado por Paladin Studios)
- Downhill Smash (30 de noviembre de 2021 en Android / 1 de diciembre de 2021 en iOS ) (en colaboración con Hipster Whale ) [14]
- Superpoblado: Tycoon (26 de abril de 2022 en Android / 3 de marzo de 2022 en iOS )
- Cut the Rope Daily (1 de agosto de 2023 en iOS y Android para juegos de Netflix) [15]
- Cut the Rope 3 (13 de octubre de 2023 en Apple Arcade ) (Desarrollado por Paladin Studios) [16]